# Liman-von-Sanders-Krise

Offiziere der deutschen Militärmission bei der Abreise in die Türkei im Dezember 1913; in der Mitte (mit Mütze) Otto Liman von Sanders, der Leiter der Mission

Die Liman-von-Sanders-Krise (auch „Liman-von-Sanders-Affäre“ oder „Liman-Affäre“) war der letzte große diplomatische Konflikt vor dem Ausbruch des Ersten Weltkrieges. Anfang 1913 bat das Osmanische Reich um die Entsendung einer deutschen Militärmission nach Konstantinopel. Mit der Leitung dieser Mission betraute man Generalleutnant Otto Liman von Sanders.
Die russische Administration und der russische Außenminister Sasonow sahen darin den Versuch einer Einflussnahme auf oder gar Kontrolle der Meerengen (Bosporus, das Marmarameer und die Dardanellen). Diese erlaubten den Zugang vom Schwarzen Meer zur Ägäis und berührten damit unmittelbar strategische Interessen des russischen Reiches, da dieses in seinem europäischen Teil unter einem Mangel an eisfreien Häfen mit Zugang zu den Weltmeeren litt. Die Regierungen vom Vereinigten Königreich und von Frankreich sahen in der Entsendung Liman von Sanders samt dessen Stab ebenfalls eine ernste, doch keine bedrohliche Angelegenheit, da sie selbst über Militärberater im Osmanischen Reich verfügten: England unterhielt eine Marinemission, verbunden mit dem Oberbefehl über die türkische Flotte unter Admiral Arthur Limpus, und Frankreich stellte mit General Albert Baumann (1869–1945) den Kommandanten der Gendarmerie.

## Vorgeschichte
Die Niederlage der osmanischen Armee im Balkankrieg 1912/1913 hatte bei den europäischen Großmächten den Eindruck verstärkt, der Zusammenbruch des Osmanischen Reiches stehe bevor. Dadurch drohte an den strategisch wichtigen Meerengen ein Machtvakuum und die Regierungen von Großbritannien, Russland, Frankreich sowie des Deutschen Reiches waren bestrebt, ihren Einfluss auf die Türkei, Dardanellen und Bosporus auszubauen. Auch eine Aufteilung des Osmanischen Reiches stand im Raum.
Aufgrund der militärischen Schwäche des Osmanischen Reiches in Folge der Niederlagen in den zurückliegenden Jahren, die die jungtürkisch geprägte Regierung in Istanbul durch nachhaltige Reformen und Reorganisationen z. B. des Militärs zu verbessern wünschte, wandte sich die Regierung in Istanbul am 22. Mai 1913 mit dem Wunsch einer Militärmission mit weitgehenden Befugnissen offiziell an die Regierung des Deutschen Reiches, da bereits seit vielen Jahren immer wieder Militärmissionen von dort ins Osmanische Reich entsandt worden waren. Ebenso hat sich das Deutsche Reich bei den anschließenden Friedensverhandlungen zwischen den Balkanstaaten und dem Osmanischen Reich für Letzteres eingesetzt. Zuvor hatte sich bereits am 3. Januar des gleichen Jahres der neue Istanbuler Außenminister Gabriel Noradunghian an den Botschafter des Deutschen Reiches in Istanbul, Hans von Wangenheim, mit der Bitte gewandt, dieser möge ihm, dem türkischen Außenminister, rasch Kenntnis von Kompetenzen des in griechischen Diensten stehenden französischen General Eydoux verschaffen. Zwei Tage später erläuterte von Wangenheim diese Bitte gegenüber seiner Dienstbehörde, dem Berliner Außenministerium, mit dem Hinweis, die Hohe Pforte (türkisches Außenministerium) erwäge, einen deutschen General als Oberkommandierenden in Friedenszeiten zu erbitten. Und im Februar 1913 führte der türkische Großwesir Mahmud Sehvket dazu aus, er beabsichtige, eine große, deutsche Militärmission für grundlegende Reformen – im Stil der Tätigkeit des General Eydoux in Griechenland – kommen zu lassen.
Die Regierung des Deutschen Reiches wollte durch die Entsendung dieser Militärmission die Beratertätigkeit gerade auch nach der Niederlage des Osmanischen Reiches im Balkan-Krieg 1912 verstärkt fortsetzen. Gründe waren deutscherseits u. a. das angekratzte Image der deutschen Beratertätigkeit durch die Niederlagen der osmanischen Armee in den vorangegangenen Kriegen sowie die Möglichkeit, dem Deutschen Reich damit Einfluss zu sichern, den englischen damit vielleicht zu begrenzen und der deutschen Rüstungsindustrie Aufträge verschaffen.

## Verlauf

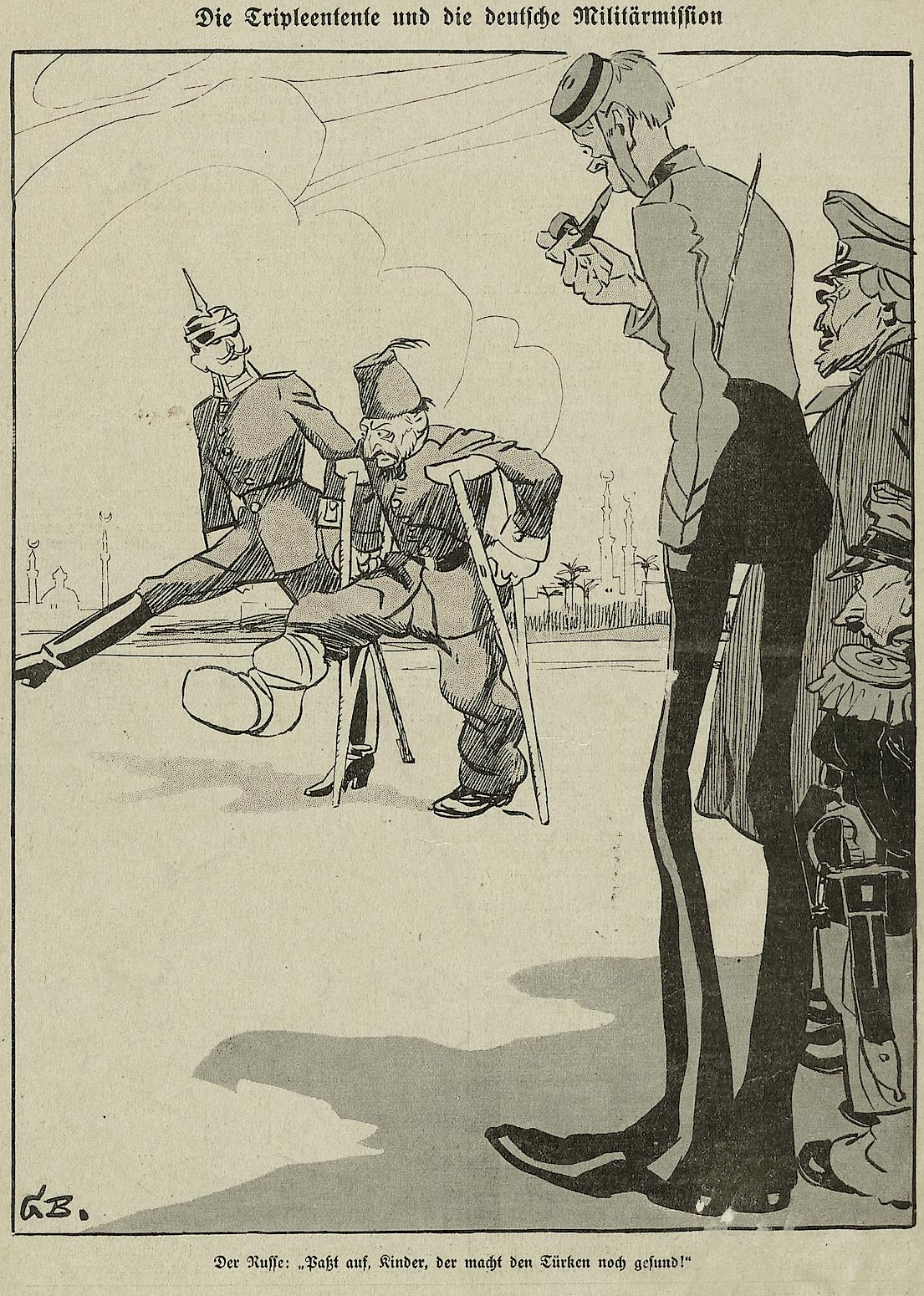
Karikatur von Gustav Brandt zur Liman-von-Sanders-Krise: Ein deutscher Ausbilder bringt dem kranken Mann am Bosporus unter Beobachtung von Engländern, Franzosen und Russen den Stechschritt bei (Januar 1914).

Unmittelbar nachdem Liman von Sanders mit den ersten Offizieren der Militärmission am 14. Dezember 1913 in der damaligen türkischen Hauptstadt Konstantinopel eingetroffen war, übernahm er gemäß der per Kontrakt getroffenen Vereinbarung mit dem Osmanischen Reich von Dschemal Pascha das Kommando über das türkische I. Armeekorps, dessen Hauptquartier sich am Ort befand. Damit war er nicht nur beratend und in der Reorganisation tätig, sondern auch Truppenführer – und dies in der Metropole an der strategisch bedeutenden Meerenge selbst. Liman von Sanders war zuvor für dieses Kommando eingetreten, um mit dem I. Korps eine Art Musterkorps als Ausbildungsstätte für türkische Offiziere in der Hauptstadt zu schaffen. Der russische Botschafter de Giers stellte dazu am 13. Dezember 1913 gleichfalls mit dem britischen und französischen Botschafter beim Großwesir Said Halim Pascha eine Anfrage zu Art und Umfang der Mission von Liman von Sanders, die der Großwesir nicht offiziell, sondern zwei Tage später nur „offiziös“ beantworten wollte. Besonders die russische Regierung glaubte z. B. in der Ernennung eines Deutschen als Korpskommandanten in Istanbul habe sich [Deutschland] [...] de facto zum Herrn der Situation in Konstantinopel gemacht, habe Rußland in dieser Beziehung vor eine vollendete Tatsache gestellt [...]
Zwei konkrete Umstände, neben den Fragen des Prestiges und der Gesichtswahrung, erschwerten anscheinend eine Lösung: So soll sich die jungtürkisch geprägte Regierung in Abwehr der Auskunfts- und Mitwirkungs-Wünsche von Seiten der Administrationen der Triple-Entente-Staaten Russland, Frankreich und Großbritannien zunächst gegen jede Änderung des Liman-Auftrages entschieden haben. Weiterhin sollen das deutsche Auswärtiges Amt und die deutsche Botschaft anfangs vergeblich versucht haben, Liman von Sanders davon zu überzeugen, das Kommando über das I. Armeekorps zugunsten einer mit einer Rangerhöhung einhergehenden erweiterten Aufgabe, z. B. als Generalinspekteur der türkischen Armee, abzugeben.
Doch Anfang Januar 1914 erfolgte die abrupte Ablösung des verdienten osmanischen Kriegsministers Ahmed İzzet Pascha durch den hiermit zum Generalmajor beförderten 31-jährigen Jungtürken Enver Pascha. Dieser enthob umgehend auf rücksichtslose Weise und oftmals politisch motiviert weit über 200 Offiziere ihrer Funktionen und ließ einen Teil von ihnen verhaften. Gleichzeitig ernannte Enver Pascha ohne Erlaubnis von Liman von Sanders einen deutschen Offizier zum Mitglied im türkischen Generalstab, entgegen dem Kontrakt der Militärmission von Liman von Sanders, so dass dieser am 8. Januar die Bereitschaft erklärte, das Kommando für das I. Armeekorps abzugeben. Damit verbunden erwartete er eine Rangerhöhung und eine neue Aufgabe, was schon Ende 1913 zur Lösung des Problems von Seiten der deutschen Politik formuliert worden war. Entsprechend beförderte der deutsche Kaiser am 14. Januar 1914 Liman von Sanders vorzeitig zum deutschen General und damit kontraktgemäß zum osmanischen Marschall, wodurch dieser das Kommando über das I. Armeekorps in türkische Hand übergeben konnte, stattdessen aber zum Generalinspekteur der osmanischen Armee ernannt wurde.
Die diplomatische Krise, aus der sich keine unmittelbare Kriegsgefahr ergab, konnte zwar durch dieses Nachgeben seitens des Deutschen Reiches beigelegt werden, die Beziehungen zwischen der deutschen Regierung Bethmann Hollweg und der russischen Regierung waren aber nachhaltig gestört. Zwar hatten die militärische und politische Führung in Berlin auf das von Russland beanstandete Kommando verzichtet, doch war ihr Rückzug ohne bedeutenden Prestige- oder Machtverlust innerhalb des Osmanischen Reiches gelungen, so dass die Regierung in St. Petersburg und die Entente dem eigentlichen Ziel einer Entkräftung der deutschen Militärmission und des deutschen Einflusses in der Meerenge kaum näher gekommen waren. Für das Ansehen der Militärmission war allerdings ungünstig gewesen, dass zeitnah jene Türkei-interne Militärkrise stattgefunden hatte, in der im Januar 1914 die abrupte Ablösung des verdienten osmanischen Kriegsministers Ahmed İzzet Pascha durch den hiermit zum Generalmajor beförderten Enver Pascha erfolgt war und Enver sogleich viele Offiziere entlassen hatte.

## Wirkung und Bewertung

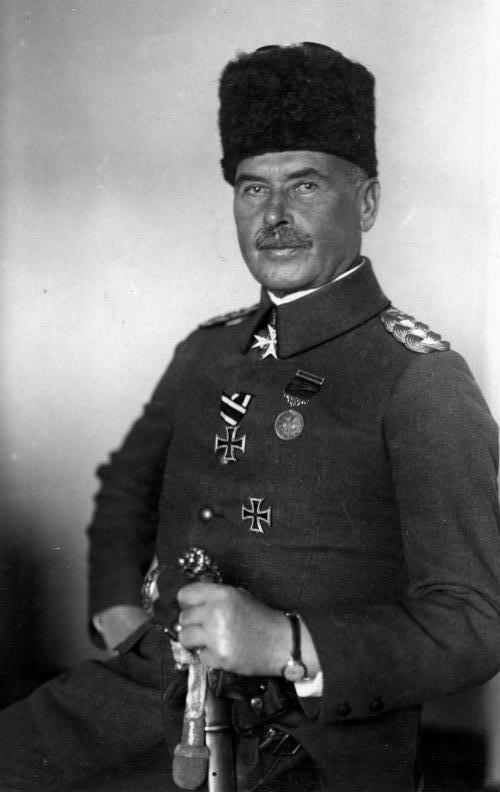
Liman von Sanders Pascha als türkischer Oberbefehlshaber im Ersten Weltkrieg (1916)

Zuweilen wurde in der Vergangenheit die Frage aufgeworfen, ob die Tätigkeit der deutschen Militärmission womöglich den Ausbruch des Ersten Weltkrieges begünstigt habe. Die Aussicht einer effektiven Reorganisation des osmanischen Militärs könnte vielleicht zu einer erhöhten Kriegsbereitschaft der russischen Regierung geführt haben, da für sie die Meerengen strategische Bedeutung hatten. Im April, Mai und Juni 1914 wurden in Russland umfangreiche Probemobilisierungen durchgeführt. Christopher Clark zufolge zeigte die Krise, „wie kriegerisch die Denkweise einiger russischer Politiker inzwischen geworden war.“
- Für die russische Führung war die Kontrolle über die Meerengen erklärtes Ziel. Ihre Politik war daher auf Destabilisierung des Osmanischen Reiches und gegen eine Stärkung desselben durch eine Reorganisation des Heeres angelegt.
- Die britische Regierung hatte sich zum Zeitpunkt der Liman-Krise selber umfangreicher in der Türkei engagiert. So kommandierte seit 1912 der britische Admiral Limpus die türkische Flotte und reorganisierte die türkische Marine. Anfang Dezember 1913 war weiterhin ein Vertrag zwischen einem britischen Werftenverbund und der Türkei geschlossen worden, der den Neubau und die Erhaltung von Docks, Arsenalen und Werften für die türkische Marine vorsah. Zugleich konnte die türkische Regierung dank französischer Finanzierung zwei moderne, große Kriegsschiffe in Großbritannien bestellen und bauen lassen.[16][17][18] Entsprechend folgte die britische Regierung den Forderungen von Außenministers Sasonow des Triple-Entente-Partner Russland insgesamt eher zögerlich bis bremsend.
- Die Regierungen Frankreichs hatten sich hauptsächlich wirtschaftlich im Osmanischen Reich engagiert und waren Hauptgläubiger des bankrotten Staates. Sie waren insoweit an einer Stabilisierung desselben interessiert, wie dies für Frankreichs wirtschaftliche Betätigung und für die Rückzahlung der Schulden nötig war, konnte aber kein Interesse daran haben, dass ihr Einfluss weiter zugunsten der deutschen Administration sank. Frankreich war zudem offizielle Schutzmacht der Katholiken im Osmanischen Reich und besonders in Syrien engagiert.
- Die politische Führung des Deutschen Kaiserreiches war angesichts der etwas politisch isolierten Stellung in Europa an politischen und militärischen Beziehungen zum Osmanischen Reich interessiert. Auch erhoffte man sich durch den Bau der Bagdadbahn trotz vieler Hindernisse einen gewissen zukünftigen politischen Einfluss im Osten des Reiches.

Die deutsche Militärmission setzte sich nicht aktiv für das Zustandekommen eines deutsch-osmanischen Waffenbündnisses ein und war tatsächlich trotz ihrer politisch motivierten Berufung nicht politisch tätig. Zwar war die Mission deutscherseits eine wichtige Bedingung für eine deutsch-osmanische Waffenallianz, doch blieb die Verbindlichkeit des Bündnisses nahezu bis in die letzten Wochen vor Kriegseintritt des Osmanischen Reiches gering. Selbst der geheime osmanisch-deutsche Vertrag vom 2. August 1914 hatte die Osmanen noch nicht zwingend auf eine Koalition mit den Mittelmächten festgelegt.
In Anbetracht der generellen Interessenlage der Mächte und speziell der europäischen Bündniskonstellation vor Beginn des Weltkrieges kann somit geschlossen werden, dass die Tätigkeit der Militärmission selbst oder gar die Übernahme des I. Armeekorps durch Liman von Sanders nicht zum Ausbruch des Ersten Weltkrieges beigetragen haben. Die jungtürkische Führung – wenn auch vom Deutschen Reich zur Eile gedrängt – schloss sich den Mittelmächten aus eigenem Interesse an und verfolgte damit selbständige Ziele. Eine Kontrolle der Deutschen über die Meerengen hat nie bestanden und war zumindest seitens der Militärmission auch nicht angestrebt worden.